# ブロードバンド!ニッポンフライデースペシャル 丸の内OL探偵団
ブロードバンド!ニッポンフライデースペシャル 丸の内OL探偵団（ ぶろーどばんどにっぽんふらいでーすぺしゃる まるのうちおーえるたんていだん）は、LFX mudigiで、2007年3月30日に放送されていた番組。放送終了した。

## 番組概要
『ブロードバンド!ニッポン』の中でニッポン放送が所在する千代田区有楽町に隣接する丸の内の情報を、丸の内で勤務するOLと共に紹介する番組である。
また、Webストリーミング配信については、リビングシティとSo-netとの共同企画、制作である。
また、配信当時は有楽町ビックカメラ2Fに所在していたサテライトスタジオである「有楽町ラジオタウン」から番組を配信していた。

## 出演者

### パーソナリティ
- 加藤いづみ（歌手） - 2005年4月 - 2007年3月

### アシスタント
- 小口絵理子（フリーアナウンサー、元ニッポン放送アナウンサー）
- 田代優美（当時：ニッポン放送アナウンサー） - 2001年10月 - 2005年3月
- 山本麻祐子（当時：ニッポン放送アナウンサー） - 2004年9月
- 新保友映（当時：ニッポン放送アナウンサー） - 2005年1月

## 放送時間
- 金曜 18:00 - 21:00 - 2001年10月 - 2007年3月30日

## コーナー

### シネ丸チェック
週末の最新映画を紹介する。放送終了後にオンデマンド配信される。番組開始から終了まで行われていたコーナー。